# 上松義次
上松 義次（あげまつ よしつぐ、慶長18年（1613年） – 貞享3年9月24日（1686年11月9日））は、江戸時代初期の米沢藩士。夢覚流剣術の開祖。父は木曾義重（左近)。母は木曾義昌の娘の伊摩。義昌の弟上松義豊との関係は不詳。小倉氏、総社長尾氏の名跡を継いで後に上松氏を称する。通称は頼母。隠居後の号は一空。

## 経歴
上杉定勝の近習となり、御膳番などを勤める。また、三富流の須賀玄斎に入門してその高弟となる。
寛永10年（1633年）に小倉氏、同11年（1634年）に総社長尾氏の名跡を相続するが正保3年（1646年）に上松氏を称して一家を立てる。
明暦3年（1657年）頃に剣術の一派である夢覚流を創始する。以後、上松家当主は代々、夢覚流を相伝する。
延宝7年（1679年）に隠居致仕。